# Mathäus Edenberger
Mathäus Edenberger, auch Matthäus Edenberger oder Mathias Edenberger (* 2. April 1811 in Linz; † 13. Januar 1874 ebenda) war Kaufmann, Realitätenbesitzer und Abgeordneter zum Österreichischen Abgeordnetenhaus.

## Leben
Mathäus Edenberger war Sohn des Salniter (=Salpeter-)-Inspektors Franz Edenberger († 1830). Er wurde Kaufmann (Salnitererzeugung und -handel) und Realitätenbesitzer in Linz.
Mathäus Edenberger war mit einer kurzen Unterbrechung von 1870 bis 1874 Mitglied im Oberösterreichischen Landtag (III. und V. Wahlperiode), als Abgeordneter des Großgrundbesitzes. Er war auch von 1871 bis 1874 im Landesausschuss und in den Jahren 1848 bis 1850, 1861 bis 1865 und 1867 bis 1874 als Gemeinderat von Linz tätig.
Er starb am 13. Januar 1874 im Alter von 62 Jahren an einer Gehirnlähmung (heute Schlaganfall).
Er war römisch-katholisch und ab 1832 verheiratet mit Karolina Scharitzer, mit der er vier Töchter und drei Söhne hatte, wobei ein Sohn jung verstorben ist.

## Politische Funktionen
Mathäus Edenberger war vom 15. September 1870 bis zum 10. August 1871 Abgeordneter des Abgeordnetenhauses im Reichsrat (III. Legislaturperiode) und war dort für die Kurie Oberösterreich, Großgrundbesitz zuständig.